# Дерсу Узала (фильм, 1961)
«Дерсу́ Узала́» — художественный фильм режиссёра Агаси Бабаяна по мотивам книг Владимира Арсеньева «Дерсу Узала» и «По Уссурийскому краю».

## Сюжет
Молодой русский учёный Владимир Клавдиевич Арсеньев занимается изучением Уссурийского края Российской империи. В тайге он знакомится с охотником Дерсу Узала, который становится его проводником и верным другом. Дерсу удивляет Арсеньева прекрасным знанием тайги, умением читать её как открытую книгу и особым отношением к природе.
Путешествуя по тайге, отряд сталкивается с тигром, которого Дерсу прогоняет лишь силой убеждения; пробирается по болоту; встречается с браконьерами, у которых конфисковывает незаконно добытые ценности, а самих изгоняет из Уссурийского края. Во время одного из переходов Владимир Клавдиевич находит кусок каменного угля и, отделившись от отряда, вдвоём с Дерсу идёт искать его месторождение. Во время этого похода Арсеньев заболевает и, кроме того, попадает в лесной пожар, из которого его спасает Дерсу.
Воссоединившись с отрядом, Арсеньев с Дерсу продолжают путешествие. Зима застаёт их в пути. Взяв у местных жителей лодку, отряд плывёт по замерзающей реке и терпит крушение, в котором гибнет всё имущество — тёплые вещи, патроны, продукты. В таких условиях отряд продолжает путь и, вечером став на ночлег, путешественники отмечают Новый год.
Путешествие, тем не менее, оканчивается благополучно, так как новогодняя ночёвка случилась совсем недалеко от морского побережья. Отряд доходит до берега, где Арсеньев и другие, тепло попрощавшись с Дерсу, отправляются на ждущий их корабль.

## В ролях
- Адольф Шестаков — Владимир Клавдиевич Арсеньев
- Касым Жакибаев — Дерсу Узала
- Николай Гладков — казак Туртыгин
- Лев Лобов — казак
- Александр Баранов — стрелок
- Спиридон Григорьев — стрелок
- А. Д. Евстифеев — стрелок
- Михаил Медведев
- Николай Хрящиков — проводник
- Пётр Любешкин — бородач
- А. Кончуга

## Съёмочная группа
- Автор сценария: Игорь Болгарин
- Режиссёр-постановщик: Агаси Бабаян
- Главный оператор: Анатолий Казнин
- Режиссёр: А. Жадан
- Операторы: Александр Зильберник, Юрий Разумов, К. Хабеев
- Композитор: Мераб Парцхаладзе
- Художник: Георгий Рожалин
- Художник-гримёр: В. Кочановский
- Консультант: профессор Николай Кабанов
- Редактор: Г. Кемарская
- Звукооператор: Кирилл Бек-Назаров
- Директор картины: Н. Макаров
- Дирижёр: Виктор Смирнов

## Технические данные
- Цвет: цветной
- Звук: моно

## Награды и премии
- Золотой волк Бухарестского кинофестиваля.[источник не указан 1682 дня]